# Nowy Targ (gemeente)
De gemeente Nowy Targ is een landgemeente in het Poolse woiwodschap Klein-Polen, in powiat Nowotarski.
De zetel van de gemeente is in Nowy Targ.
Op 30 juni 2004 telde de gemeente 21 889 inwoners.

## Oppervlakte gegevens
In 2002 bedroeg de totale oppervlakte van gemeente Nowy Targ 208,65 km², waarvan:
- agrarisch gebied: 57%
- bossen: 32%

De gemeente beslaat 14,15% van de totale oppervlakte van de powiat.

## Demografie
Stand op 30 juni 2004:
| Omschrijving                   | Totaal | Totaal | Vrouwen | Vrouwen | Mannen | Mannen |
| ------------------------------ | ------ | ------ | ------- | ------- | ------ | ------ |
| eenheid                        | aantal | %      | aantal  | %       | aantal | %      |
| inwoners                       | 21 889 | 100    | 11 011  | 50,3    | 10 878 | 49,7   |
| bevolkingsdichtheid (inw./km²) | 104,9  | 104,9  | 52,8    | 52,8    | 52,1   | 52,1   |

In 2002 bedroeg het gemiddelde inkomen per inwoner 1242,16 zł.

## Administratieve plaatsen (sołectwo)
Dębno, Długopole, Dursztyn, Gronków, Harklowa, Klikuszowa, Knurów, Krauszów, Krempachy, Lasek, Ludźmierz, Łopuszna, Morawczyna, Nowa Biała, Obidowa, Ostrowsko, Pyzówka, Rogoźnik, Szlembark, Trute, Waksmund.

## Aangrenzende gemeenten
Bukowina Tatrzańska, Czarny Dunajec, Czorsztyn, Kamienica, Łapsze Niżne, Niedźwiedź, Nowy Targ, Ochotnica Dolna, Raba Wyżna, Rabka-Zdrój, Szaflary